# Kenneth Baker, Baron Baker of Dorking

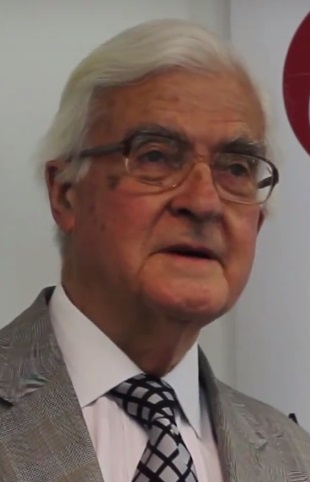
Kenneth Baker, Baron Baker of Dorking, 2015

Kenneth Wilfrid Baker, Baron Baker of Dorking, CH, PC (* 3. November 1934 in Newport, Monmouthshire) ist ein britischer Politiker der Conservative Party und Life Peer.

## Leben
Nach dem Besuch der Hampton Grammar School sowie der St. Paul’s School in London studierte er Geschichte am Magdalen College der Oxford University und schloss dieses Studium 1958 mit einem Bachelor of Arts (B.A. History) ab.
Von 1968 bis 1997 gehörte er als Vertreter der Conservative Party dem House of Commons an, zunächst für den Wahlkreis Acton, dann seit 1970 für St. Marylebone und schließlich seit 1983 für Mole Valley.
Seine enge Verbindung zum damaligen Premierminister Edward Heath führte dazu, dass er 1974 dessen Politischer Privatsekretär wurde. Als Heath 1975 von Margaret Thatcher als Parteivorsitzende der Conservative Party abgelöst wurde, wurde Baker nicht in den Parteivorstand gewählt, da Thatcher ihn nicht für einen Gefolgsmann („Not one of us“) hielt.
Als Thatcher 1979 selbst Premierministerin wurde, berief sie Baker nicht in ihr Kabinett. Daraufhin schrieb Baker ihr einen Brief über die Wichtigkeit der Informationstechnologie mit dem Ergebnis, dass diese ihn im Januar 1981 zum Minister für Informationstechnologie ernannte. Dieser Posten gab ihm die Möglichkeit, den weiträumigen Einsatz von Elektronik und Computertechnologie in Schulen und Industrie zu fördern. Im September 1984 wurde er zum Minister für Kommunalverwaltung berufen und leitete in dieser Funktion die 1986 erfolgte Abschaffung des Greater London Council (GLC) gegen eine vom Vorsitzenden der Labour Party im GLC, Ken Livingstone, inspirierte, wenn auch kostspielige Gegenkampagne und gegen den Widerstand im House of Lords ein.
Danach war er vom 2. September 1985 bis 21. Mai 1986 als Umweltminister Mitglied des Kabinetts von Premierministerin Margaret Thatcher. Vom 21. Mai 1986 bis 24. Juli 1989 war er Minister für Unterricht und Künste (Secretary of State for Education and Skills). Baker war vom 28. November 1990 bis 11. April 1992 Innenminister, zuvor war er vom 24. Juli 1989 bis 28. November 1990 Kanzler des Herzogtums Lancaster und war während dieser Zeit auch Vorsitzender (Chairman) der Conservative Party.
Zuletzt war er noch von 1990 bis 1992 Innenminister der Regierung von Premierminister John Major.
1997 trat Baker nicht wieder zur Wahl an und wurde zum Life Peer mit dem Titel Baron Baker of Dorking, of Iford in the County of East Sussex, erhoben und wurde dadurch Mitglied des House of Lords.

## Schriften
Nach seinem Ausscheiden aus der Regierung verfasste er seine Memoiren, die 1993 unter dem Titel The Turbulent Years: My Life in Politics erschienen. Darüber hinaus veröffentlichte Baker mehrere Bücher zu historischen Themen:
- The Faber Book of Conservatism (1993)
- George IV: A Life in Caricature (2005)
- George III: A Life in Caricature (2007)